# 일본의 부정부패
일본 정부는 개혁과 법령을 통해 일본의 부패를 해결하기 위한 조치를 취했지만, 이는 여전히 국가에 심각한 우려 사항이다. 일본은 역사상 상당한 부패 스캔들을 겪었다. 부패 사례는 세 가지 유형으로 분류된다. 나쁜 사과 부패, 표준 운영 절차 부패, 체계적 부패이다. 부패 관행에는 뇌물 수수, 정치 기부, 아마쿠다리와 관련된 것 등이 포함된다. 또한 기업의 부정 행위에 대한 눈에 띄는 사건도 있었다.
국제투명성기구의 2024년 부패 인식 지수에서 일본은 71점을 받아 20위에 올랐다. 부패 인식 지수는 180개국의 공공 부문을 0("매우 부패함")에서 100("매우 깨끗함")까지의 척도로 평가한다. 가장 높은 점수를 받은 국가가 1위에 올랐다. 지역 점수와 비교해보면 아시아 태평양 지역 국가 중 가장 높은 점수는 84였다. 평균 점수는 44점, 최저 점수는 16점이었다. 전 세계 점수와 비교해보면 평균 점수는 43점, 최고 점수는 90점(1위), 최저 점수는 8점(180위)이었다.

## 역사
19세기 후반과 20세기의 메이지 유신 기간 동안 문서화된 부패 사례가 있었다. 이 기간 동안 일본은 급속한 산업화를 겪고 있었다. 이는 자이바쓰 또는 일본 파벌이라고 불리는 일본 대기업의 출현을 수반했다. 이러한 기업의 성장은 경제 발전을 촉진하기 위해 정부에 의해 장려되었다. 재벌 리더와 정부 관리 간의 긴밀한 관계가 표준이 되었고, 이로 인해 부패 문화가 생겨났다. 이로 인해 재벌의 이익이 정책 결정과 규제 프레임워크에 큰 영향을 미쳤다.
일본 최초의 주요 부패 스캔들은 1909년에 일어난 Nitto 사건이었다. Nitto 회사의 대표들은 설탕 산업을 다루는 법률에 영향을 미치기 위해 정치인들에게 뇌물을 주었다. 이로 인해 설탕 제품에 대한 세금과 관련된 법률이 성공적으로 통과되었다. 그런 다음 이 회사는 전국 설탕 회사를 설립하고자 했다. 이것이 실패하자, 니토는 의회 선거에서 자체 후보를 내보냈다. 뇌물 수수와 부패 행위가 밝혀진 후, 니토의 임원과 의원이 조사를 받고 기소되었다. 검찰이 경찰 대신 수사를 주도했는데, 이는 일본에서도 처음 있는 일이다.
1920년대 가장 주목할 만한 부패 사건 중 하나는 미쓰이 재벌 스캔들이었다. 이 대기업이 정당 정치인과 정부 규제 기관에 유리한 대가로 재정 지원을 제공했다는 것은 널리 알려졌다. 기록에 따르면 미쓰이의 뇌물 수수 관행은 1930년대까지 이어졌다. 이는 미쓰이의 전무이사였던 아리가 나가부미의 경우에서 잘 드러난다. 그는 앵회의 대표들에게 기부를 했으며 기타 잇키와 같은 정치인들에게 뇌물을 계속 지불한 것으로 기록되어 있다.의 후임자인 이케다 시게아키은 이런 관행을 계속하여 정치인들뿐만 아니라 군 장교들에게도 뇌물을 제공했다.
현대 일본의 가장 큰 부패 스캔들 중 하나는 1976년 록히드 마틴과 관련이 있었다. 이전에 해외 항공기 계약을 확보하기 위해 이 미국 회사는 뇌물 수수에 2,500만 달러를 따로 마련했다. 미국에서 상원이 조사하는 동안 몇몇 일본 관리들이 뇌물을 받았고 그 중에는 코다마 요시오도 포함되어 있다는 사실이 밝혀졌다. 그는 호의를 얻고 유리한 거래를 확보하기 위해 700만 달러를 받았다고 알려졌는데, 여기에는 전일본공수가 록히드 트라이스타 제트기를 구매하는 것도 포함되었다.

### 아마쿠다리
아마쿠다리는 제2차 세계 대전 동안 정부가 전쟁 노력을 지원하기 위해 경제를 규제하기 시작하면서 등장한 일본의 후원 제도이다. 기업들은 미래의 정부 정책을 예상하고 사업 이익을 위해 로비하기 위해 관료를 고용하기 시작했다. 이 관행은 전직 고위 관료가 민간 및 공공 부문의 고위직으로 이동하는 것을 포함한다. 기업이 호의를 대가로 공무원에게 직위를 약속하는 경우가 있다. 이 시스템은 이러한 개인들이 정부 지위, 영향력, 네트워크를 통해 입찰 조작, 검사 회피, 투명성과 공정한 경쟁에 대한 전통적 기대를 우회할 수 있기 때문에 부패와 관련이 있다.
아마쿠다리는 오늘날에도 여전히 지속되고 있다. 예를 들어, 2011년 Japan Times의 보도에 따르면, 지난 50년 동안 68명의 전직 정부 관리가 아마쿠다리를 통해 전국의 12개 전기 공급업체에서 고위직을 구했다고 한다.
아마쿠다리와 관련된 부패 사례의 몇 가지 예는 다음과 같다.
- 리크루트 사건 (1988/1989): 1988년 일본의 zaibatsu Recruit Co가 Recruit 주식으로 공무원에게 뇌물을 준 사실이 밝혀졌다. 또한 공무원으로부터 퇴직 후 회사 내에서 직위를 보장받을 수 있다는 약속을 받고 호의적인 대우를 받았다. 1988년 가을까지 여러 고위 정치인들이 연루되었는데, 여기에는 법무부 장관 하세가와 다카시, 재무부 장관 미야자와 기이치, 경제기획청장 하라다 겐 등 다양한 정부 장관과 전 총리 내각 구성원을 포함한 다른 관리들이 포함된다.[15]

- 노무라 증권(1990년대): 재무부 관리들이 1990년대에 아마쿠다리와 관련이 있는 것으로 밝혀졌다. 이러한 연관성은 금융 기관에서 비롯되었으며, 가장 주목할 만한 것은 일본 최대 규모의 증권사 중 하나인 노무라 증권이었다. 해당 공무원들이 우대 조치와 규제 완화를 용이하게 하면서 부패 의혹이 제기되었다.

- 일본 고속도로 공사(2000년대): 일본의 고속도로 네트워크를 건설하고 관리하기 위해 설립된 공공 회사인 일본고속도로공사(영어판)(JHPC)는 아마쿠다리와 관련된 부패 스캔들에 휘말렸다. 이 회사가 23개의 공모 교량 건설업체에 의심스러운 계약을 수주했다는 사실이 밝혀졌다.[16]  아마쿠다리: 일본의 엘리트 관료들의 은퇴 후 고용. Journal of Public Economic Theory, 2009년 1월[17]

### 현대 사례
일본의 부패는 정부 관리들을 연루시키는 사건에만 국한되지 않는다. 2011년 올림푸스 코퍼레이션의 회계 사기와 같은 기업 부정 행위 사례도 있었는데, 이는 17억 달러에 달하는 손실을 숨기기 위해 저질러졌다. 최고 경영진이 저지른 부정 행위는 회사 CEO인 마이클 우드포드가 폭로했다. 이 회사는 또한 20년 이상 손실을 숨겼다고 인정했다.
2023년, 기시다 후미오 총리의 내각 장관 4명이 자유민주당(LDP)과 관련된 스캔들이 터진 후 사임했다. 특히 소위 아베파(전 총리 신조 아베의 이름을 따서 명명)에 속한 몇몇 LDP 정치인들은 모금 행사에서 받은 초과 자금을 챙긴 뒤 비자금으로 흘렸다는 혐의를 받았다. 수사관들은 그 사무실과 다른 파벌인 니카이 그룹을 급습했다. 당국은 또한 현직 총리의 파벌을 포함한 LDP 내의 다른 4개 파벌을 수사했다.

## 부패 방지 조치 및 개혁
일본은 부패 문제에 대응하여 법적 개혁, 기업 책임, 협력 이니셔티브를 포함한 부패 방지 조치를 제정했다. 현재 시스템은 예방과 투명성에 초점을 맞춘 접근 방식을 특징으로 한다.
제2차 세계 대전 이전에는 강력한 대중적 지지를 받은 검사가 부패 방지 조치를 주도했다. 독립성을 보장하기 위해 검찰총장을 임명하는 권한은 내각에서 천황에게 이전되었다. 1947년에는 도쿄 지방 검찰청 내에 횡령 사건을 수사하는 특별 부서가 설립되었다. 이는 나중에 경제 범죄, 탈세 및 부패 사건을 담당하게 된 특별 수사부가 되었다.
일본의 부패 문제를 다루는 현대적 법적 틀은 불공정 경쟁 방지법(UCPA)과 일본 형법으로 구성되어 있다. 전자는 부패와 뇌물 수수를 포함하는 금지 사항을 개략적으로 설명하는 반면, 후자는 공무원이 저지른 위반에 대한 처벌을 제공한다. 일본은 또한 투명성과 고발자 보호를 위한 메커니즘을 확립했다.
예방과 투명성에 대한 강조는 일본의 공식 개발 원조(ODA) 기관의 부패 방지 접근 방식에서 입증될 수 있다. 일본의 ODA 이니셔티브와 관련된 사기와 부패를 다루는 부패 방지에 대한 상담 데스크가 있다. ODA 조치를 위반한 사람은 ODA 프로젝트에서 제외된다.
일본은 또한 2000년대 스캔들 이후 입찰 담합 방지법을 개정하고 강화했다. 보고서에 따르면 2009년까지 이러한 개혁이 효과적이었으며 비경쟁 입찰이 상당히 감소했다.

## 내용주
1. ↑  Afghanistan, Australia, Bangladesh, Bhutan, Cambodia, China, Fiji, Hong Kong, India, Indonesia, Japan, Laos, Malaysia, Maldives, Mongolia, Myanmar, Nepal, New Zealand, North Korea, Pakistan, Papua New Guinea, Philippines, Singapore, Solomon Islands, South Korea, Sri Lanka, Taiwan, Thailand, Timor-Leste, Vanuatu, and Vietnam